# Трансродна порнографија
Трансродна порнографија је жанр порнографије у којој учествују транссексуални или трансродни порнографски глумци. Већину жанра чине транс жене са пенисом или без пениса приликом промене пола, али и транс мушкарци су понекад актери сцена. Транс жене су најчешће представљене са мушким партнерима, али такође су представљене и са другим женама, као и са трансродним и цисродним особама.
Гледаоци порнографије са транс женама обично се идентификују као хетеросексуалци. Трансродна порнографија постала је један од највећих и најпопуларнијих жанрова порнографије међу хетеросексуалним мушкарцима.
Подаци РедТубе-а, веб сајта за порнографски видео хостинг, показују да је од 2016. године на основу учесталости интернет претрага транс порнографија била најпопуларнија у Бразилу, Колумбији, Тајланду, Италији, Аргентини, Русији и Шпанији; Сједињене Америчке Државе су рангиране на 12. месту, највише америчких транс порно гледалаца било је из савезне државе Вајоминг.
Портпарол америчке компаније за производњу порнографских филмова Евил Ангел, цитирано је 2015. године, рекавши да је транс порнографија најисплативија категорија компаније, која доноси око 20% више зараде од осталих жанрова или сцена.
Транс порнографске глумице могу бити сексуално пасивне или активне са својим мушким колегама. Неке глумице, попут Дани Данијелс, обично наступају у „активној, пасивној и универзалној“ пози или се специјализују за доминантне улоге.
Психолог Давид Ј. Леи написао је да популарност трансродних порнића може имати различите узроке, „укључујући сексуалну флуидност, фактора новог доживљаја, као и зато што се неке транс жене сексуално више понашају попут мушкараца". Аутор Џон Филипс написао је да „несавршена жена изазива стабилност нашег сопственог сексуалног идентитета, међутим претерано гледање трансродне порнографије код хетеросексуалних мушкараца може да проузрокује хомосексуалност“. Теоријски научник и писац Оги Огас рекао је да су неки стрејт мушкарци заинтересовани за порно транс жене, јер мозак воли „различите сексуалне сигнале у новим комбинацијама" и зато што се у љутској популацији исказује вековима уназад интересовање за величање пениса, без обзира на сексуалну оријентацију.